# Cheiridopsis brownii
Cheiridopsis brownii är en isörtsväxtart som beskrevs av Schick och Tisch. Cheiridopsis brownii ingår i släktet Cheiridopsis och familjen isörtsväxter. Inga underarter finns listade i Catalogue of Life.

## Bildgalleri

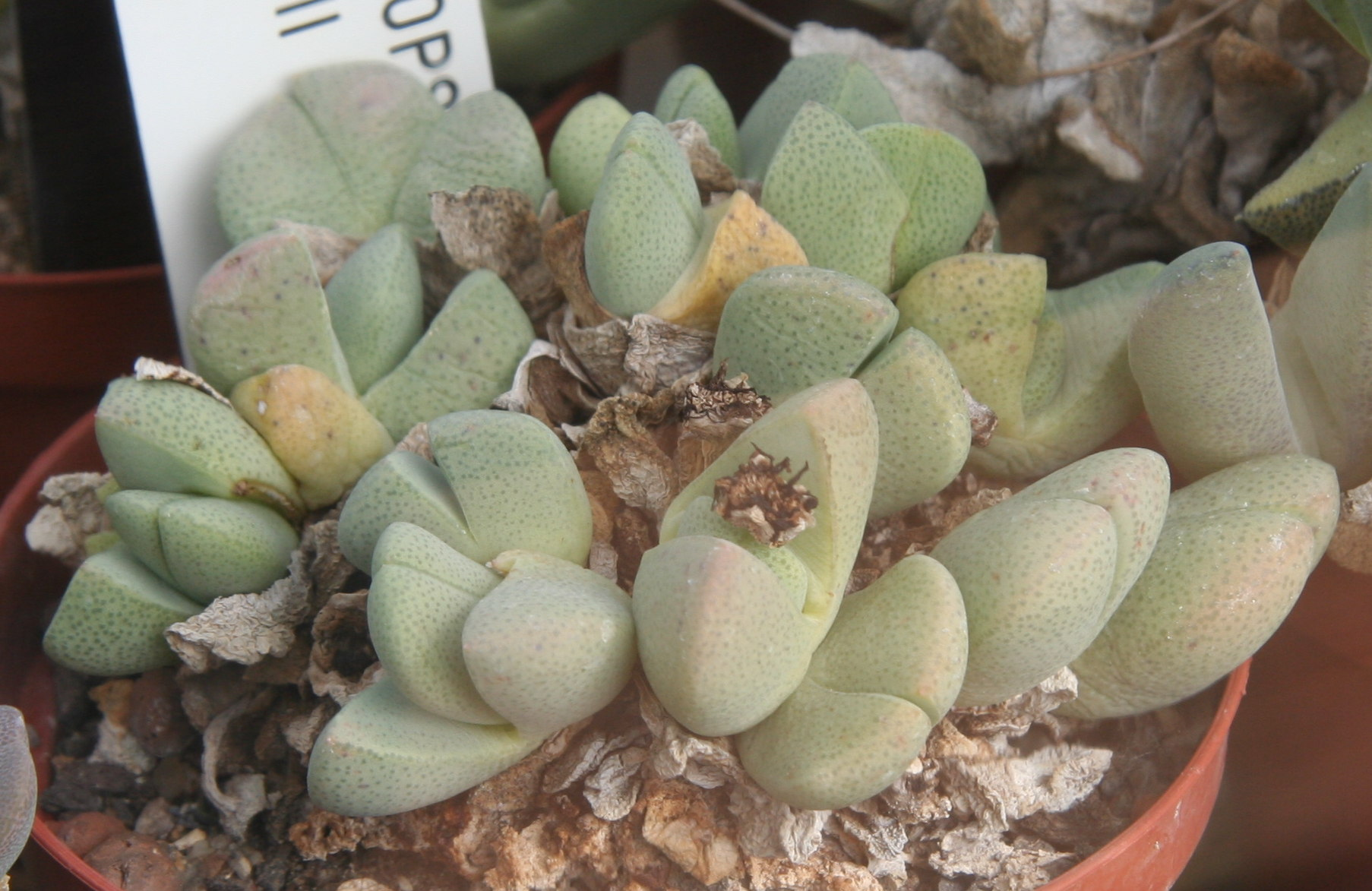